# Crossrail AG
Die Crossrail AG (VKM: CROSS) war ein Eisenbahnverkehrsunternehmen mit Sitz im Schweizer Muttenz, das ausschliesslich Güterverkehr durchführte und sich dabei auf transalpinen Verkehr über Lötschberg-Simplon und Gotthard mit Ganzzügen zwischen Italien, Deutschland, Belgien und Holland konzentrierte. Das als Holding fungierende Unternehmen wurde 2018 von Mehrheitseigentümer Rhenus aufgelöst und in der Schweiz an die Schwestergesellschaft Cargologic veräussert. Das verbliebene, ehemalige Tochterunternehmen Crossrail Benelux (VKM: XRAIL) wurde 2019 an die Schweizer BLS Cargo AG verkauft.

## Geschichte
Crossrail entstand als Markenname des Schweizer Eisenbahnverkehrsunternehmens Regionalverkehr Mittelland AG (RM) für den Betrieb von unbegleitetem kombinierten Verkehr (UKV) auf der transalpinen Achse Italien – Schweiz – Deutschland via Simplon – Lötschberg. Am 5. Januar 2004 wurde der Betrieb aufgenommen.

Altes Logo von Crossrail

Bereits im Februar 2004 teilte die RM im Zusammenhang mit der anvisierten Fusion mit der BLS Lötschbergbahn mit, dass sie Crossrail langfristig als selbständiges Unternehmen mit „strategischen Partnern“ aus der RM ausgliedern wolle und nicht in das fusionierte Unternehmen einbringen wolle. Im Mai 2005 informierte die RM über konkrete Vorbereitungen über einen Verkauf. Die Fusion von RM und BLS zur neuen BLS AG wurde im Juni 2006 vollzogen.
Am 20. Dezember 2005 teilten RM und Babcock & Brown (B&B) den Verkauf aller Anteile von Crossrail zum 1. Januar 2006 an B&B mit. Auch das im Jahre 2003 in Betrieb genommene Kranterminal „Cargodrome Wiler“ wurde an B&B verkauft.
Crossrail-Eigner B&B hat im Januar 2006 bei Bombardier Transportation 25 Mehrsystem- und 10 dieselelektrische Lokomotiven sowie Optionen über 70 weitere Maschinen für die zum B&B-Einflussbereich gehörende Leasinggesellschaft CB Rail bestellt, die durch die Crossrail auf der im Jahre 2007 eröffneten Betuweroute zwischen den Häfen von Rotterdam und dem Ruhrgebiet zum Einsatz kamen.
Im Juni 2007 wurden die Speditionsaktivitäten an die niederländische Firma Ewals Cargo Care verkauft, um sich nur noch auf Ganzzugsverkehr zu konzentrieren.
Im Oktober 2007 teilte Crossrail die Absicht mit, mit dem belgischen Eisenbahnunternehmen Dillen & Le Jeune Cargo (DLC) zu fusionieren. Das daraus entstehende Unternehmen Crossrail AG hatte weiterhin bis Februar 2010 seinen Sitz in Wiler bei Utzenstorf. Eigentümer wurden Babcock & Brown und die Gründer von DLC. Die Gründer von DLC wurden für die Führung des Betriebs verantwortlich und Babcock & Brown für die „finanzielle und strategische Weiterentwicklung“ von Crossrail.
DLC wurde im Jahr 2000 von Jeroen Le Jeune und Ronny Dillen mit der schweizerischen Hupac als Teilhaber gegründet. 2002 erhielt DLC die Zertifizierung als erstes privates Eisenbahnverkehrsunternehmen (EVU) für das belgische Eisenbahnnetz und im folgenden Jahr als privater Betreiber für das niederländische Eisenbahnnetz. Nach dem Zusammenbruch und der Liquidierung von Babcock & Brown übernahm Jeroen Le Jeune die Mehrheit an der Gruppe im Sommer 2010.
2012 wurden neue Gesellschafter aufgenommen; die Aktionärsstruktur war wie folgt: Le Jeune Capital & Partners AG mit 20 % des Kapitals; das österreichische Transportunternehmen LKW Walter (25 %), Hupac (25 %), GTS General Transport Service (10 %), MSC Belgium (Teil der Mediterranean-Shipping-Company-Gruppe) (10 %) und das Schweizer Transportunternehmen Bertschi (10 %). Am 22. Dezember 2014 übernahm die Rhenus-Holding mit 50, 1 % die Mehrheit der Anteile an Crossrail. Hierbei haben die bisherigen Aktionäre ihre Anteile entsprechend reduziert, so dass LKW Walter 16,46 Prozent, Hupac 13,44 Prozent und Le Jeune 10 Prozent der Anteile noch halten. Mit insgesamt 370 Mitarbeitern wurde 2014 ein jährlicher Umsatz von CHF 140 Millionen erwirtschaftet.
Seit einer Rekapitalisierung im April 2016 war Crossrail zu 75 % in Besitz der Rhenus; 25 % befanden sich in Besitz der LKW Walter. Mitte 2018 wurde die Schweizer Aktivitäten von Crossrail an das Logistikunternehmen Cargologic, einer Schweizer Schwestergesellschaft im Rhenus-Konzern, veräussert, und die AG im Handelsregister gelöscht, während das Tochterunternehmen Crossrail Benelux bei Rhenus verblieb. Am 7. März 2019 gab die Schweizer Güterbahn BLS Cargo den Kauf von Crossrail Benelux bekannt, vorbehaltlich der Zustimmung der zuständigen Wettbewerbsbehörden.

## Personal, Fahrzeuge, Verkehrsleistung

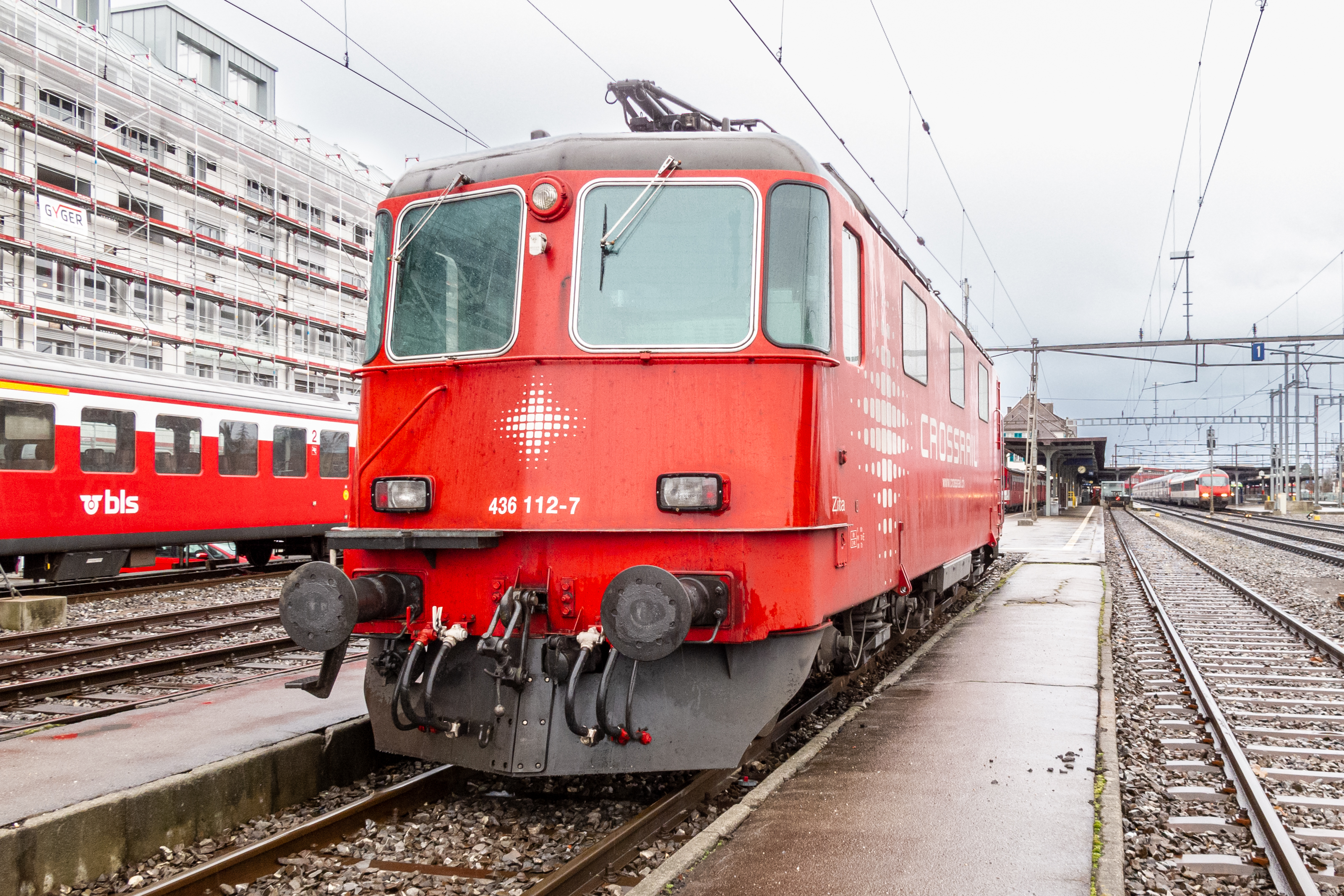
Crossrail Re 436 112 in Thun (2012)

Crossrail hat sich auf Ganzzüge spezialisiert und betreibt nun ein Streckennetz in sechs Staaten. Für diverse Operateure wie GTS, TTS, LKW Walter, Inter Ferry Boats oder Ewals Cargo Care bespannt Crossrail Leistungen auf Nord-Süd-Verbindungen via Gotthard und Lötschberg nach Italien.
Beim Übergang zur Crossrail am 1. Januar 2006 übernahm das neue Unternehmen alle Arbeiter und Angestellten des Unternehmensbereichs Logistik + Güterverkehr der RM und alle im Güterverkehr eingesetzten Produktionsmittel. Crossrail begann so mit 50 Mitarbeitern an den Standorten Wiler, Domodossola und Duisburg. Sie übernahm fünf elektrische Streckenlokomotiven der Schweizer Baureihe Re 436 von RM und verfügte über fünf weitere gemietete Lokomotiven der Schweizer Baureihe 482 für den Verkehr Duisburg–Wiler.
Sie übernahm auch die „Cargodrome“ in Wiler und Domodossola zum Umladen zwischen Bahn und LKW, in Wiler mit einem auf Schienen laufenden Portalkran, in Domodossola mit mobilem Gerät. In Wiler steht auch ein Logistik- und Lagerzentrum mit einer Fläche von über 3'000 m² zur Verfügung. Das Umschlagszentrum in Wiler bei Utzenstorf ist mittlerweile geschlossen.

### Mietlokomotiven
| Hersteller | Typ            | Baureihe | Stromsystem | seit       | Länder      | Anzahl                             | Eigentümer          | Halter    |
| Bombardier | TRAXX F140 AC1 | BR 185   | 2-Strom     | 2009, 2016 | DE/CH/AT    | 2,2                                | Alpha Trains        | Crossrail |
| Bombardier | TRAXX F140 AC2 | BR 185   | 2-Strom     | 2007       | DE/CH/AT    | 4                                  | Macquarie           | Crossrail |
| Bombardier | TRAXX F140 AC2 | BR 185   | 2-Strom     | 2008       | DE/CH/AT    | 12                                 | Beacon Rail Leasing | Crossrail |
| Bombardier | TRAXX F140 AC2 | BR 185   | 2-Strom     | 2017       | DE/CH/AT    | 3                                  | Alpha Trains        | Crossrail |
| Bombardier | TRAXX F140 MS  | BR 186   | 4-Strom     | 2008–2014  | DE/CH/AT/IT | 10, 2018 an Cargologic (Kloten CH) | Macquarie           | Crossrail |
| Bombardier | ADtranz 145    | BR 145   | 1-Strom     | 2010       | DE          | 1                                  | Alpha Trains        | Crossrail |

Anmerkungen: 1-Strom = 15 kV ~16 2/3 Hertz; 2-Strom: 15 kV ~16,7 Hz und 25 kV ~50 Hz; 4-Strom = wie vor plus 1,5 kV und 3 kV Gleichstrom

„seit“ bezieht sich auf Baujahr bzw. Jahr der Zulassung, „Länder“ auf die Länder, für die die Lokomotiven zertifiziert sind.

### Ehemaliges Rollmaterial
Crossrail erhielt bei der Verselbständigung von der Regionalverkehr Mittelland (RM) deren fünf im Güterverkehr eingesetzte Lokomotiven, die dem SBB-Typ Re 4/4III entsprachen, und noch vom Vorgängerunternehmen Emmental-Burgdorf-Thun-Bahn (EBT) beschafft wurden. Die Lokomotiven verfügten über eine Zulassung für die Schweiz und wurden im Laufe der Jahre mit ETCS nachgerüstet, welches für das Führen von Güterzügen via Lötschberg-Basistunnel (LTB) und Gotthard-Basistunnel (GBT) notwendig ist. Die Re 436 113 verunfallte 2010 und wurde daraufhin im Industriewerk Bellinzona der SBB abgestellt, ehe sie im Oktober 2017 in Lugano verschrottet wurde. Die vier betriebsfähigen Lokomotiven wurden im Laufe des Jahres 2017 erst an Widmer Rail Service (WRS) vermietet und bis Ende Jahr schliesslich verkauft.
| Baureihe                                                                               | Baureihe           | Hersteller         | Baujahr            | Herkunft           | Stückzahl          | Stückzahl          | Ausrangiert        | Bemerkungen        |
| Serie                                                                                  | Nummern            | Hersteller         | Baujahr            | Herkunft           | total              | heute              | Ausrangiert        | Bemerkungen        |
| Elektrolokomotiven                                                                     | Elektrolokomotiven | Elektrolokomotiven | Elektrolokomotiven | Elektrolokomotiven | Elektrolokomotiven | Elektrolokomotiven | Elektrolokomotiven | Elektrolokomotiven |
| -------------------------------------------------------------------------------------- | ------------------ | ------------------ | ------------------ | ------------------ | ------------------ | ------------------ | ------------------ | ------------------ |
| Re 436                                                                                 | 111–112            | SLM/ BBC/MFO/SAAS  | 1969               | RM (2005)          | (Üb)05             | 0                  | 2017               | an WRS verkauft    |
| Re 436                                                                                 | 113–115            | SLM/ BBC/MFO/SAAS  | 1983               | RM (2005)          | (Üb)05             | 0                  | 2017               | an WRS verkauft    |
| Üb = Übernahme aus fremden Bestand (Gebrauchtfahrzeug); Um = Umbau aus eigenem Bestand |                    |                    |                    |                    |                    |                    |                    |                    |

Crossrail-Lokomotiven
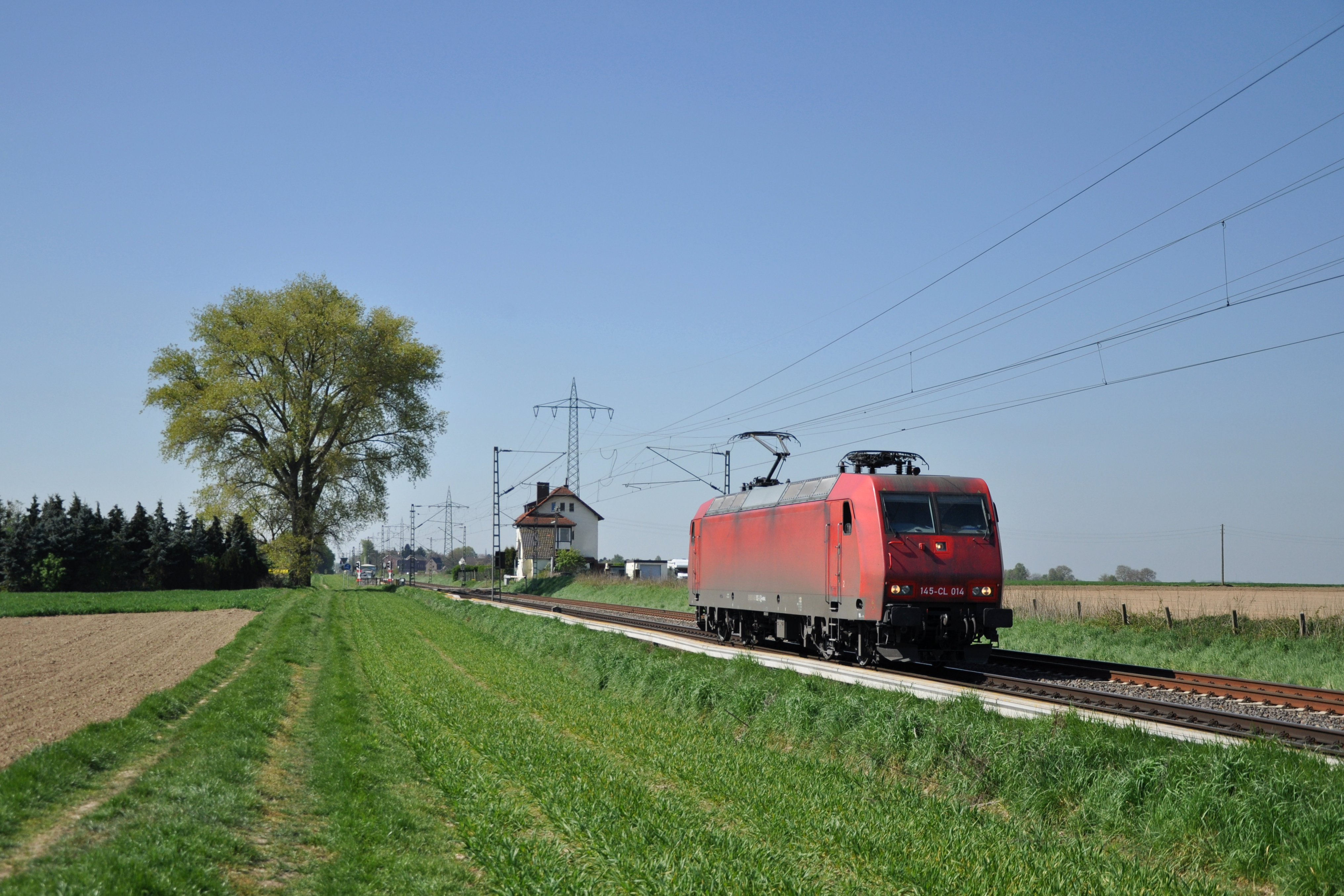
Lokomotive der Baureihe 145 in Herrath
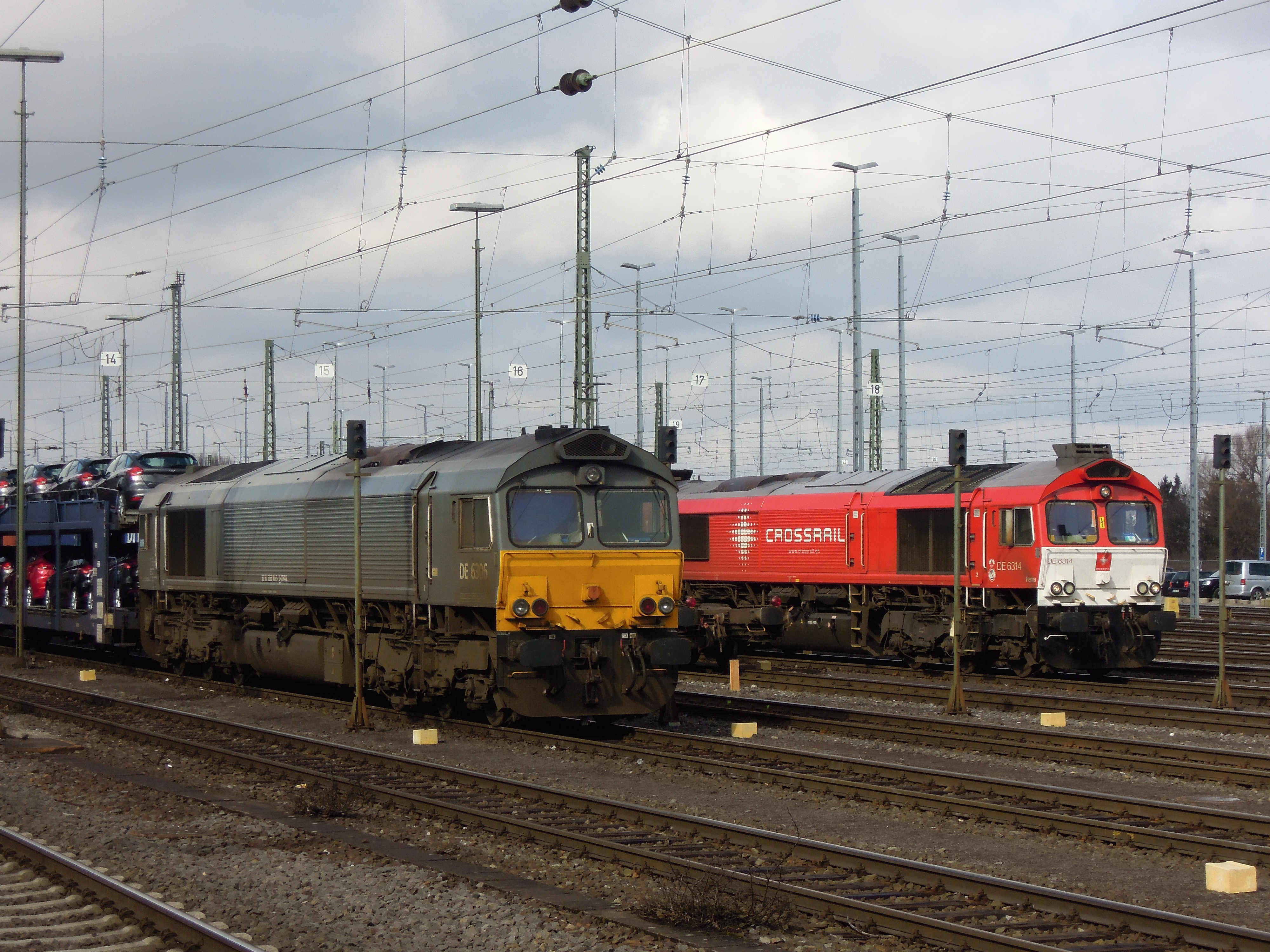
Zwei Crossrail-Diesellokomotiven in unterschiedlichen Farbvarianten. Vorn in silber-gelb eine Class 66, dahinter in roter Lackierung eine Class 77, die sich von der Class 66 durch die Klimageräte über den Führerständen gut unterscheiden lässt.
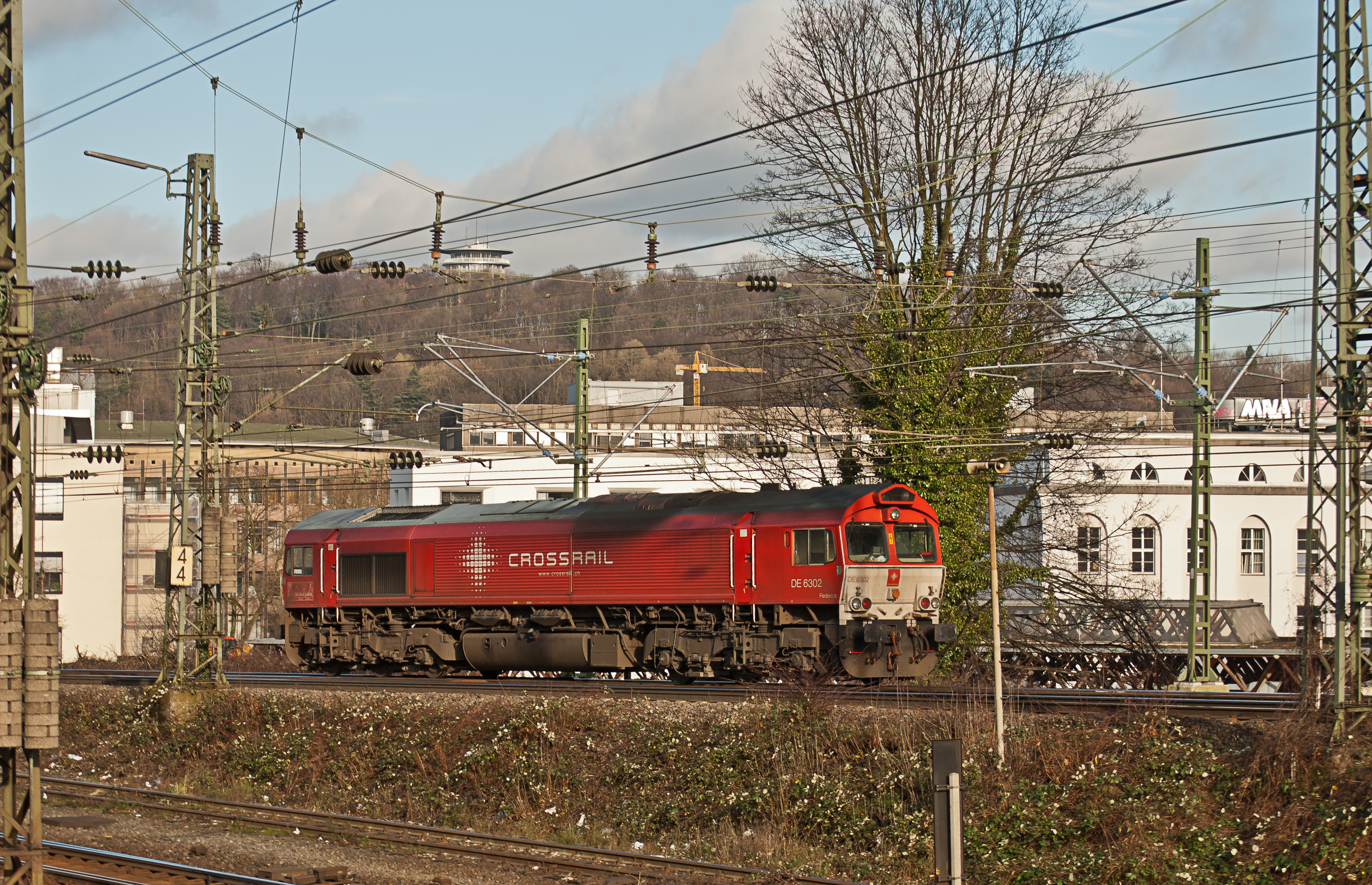
Class 66 als Lokzug auf der Montzenroute
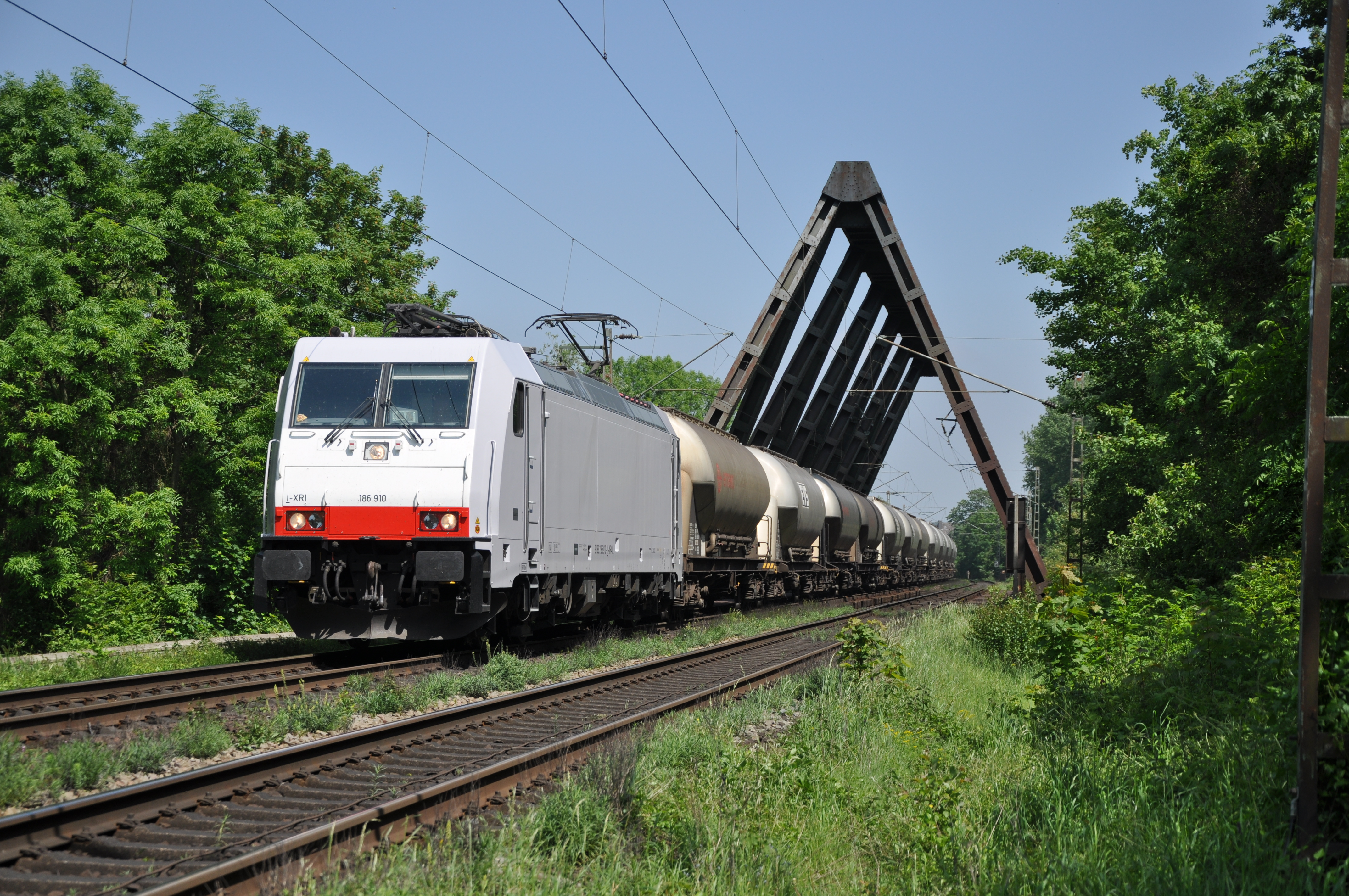
Auf Crossrail Italia zugelassene Lokomotive des Typs Traxx 2E passiert die Dreigurtbrücke
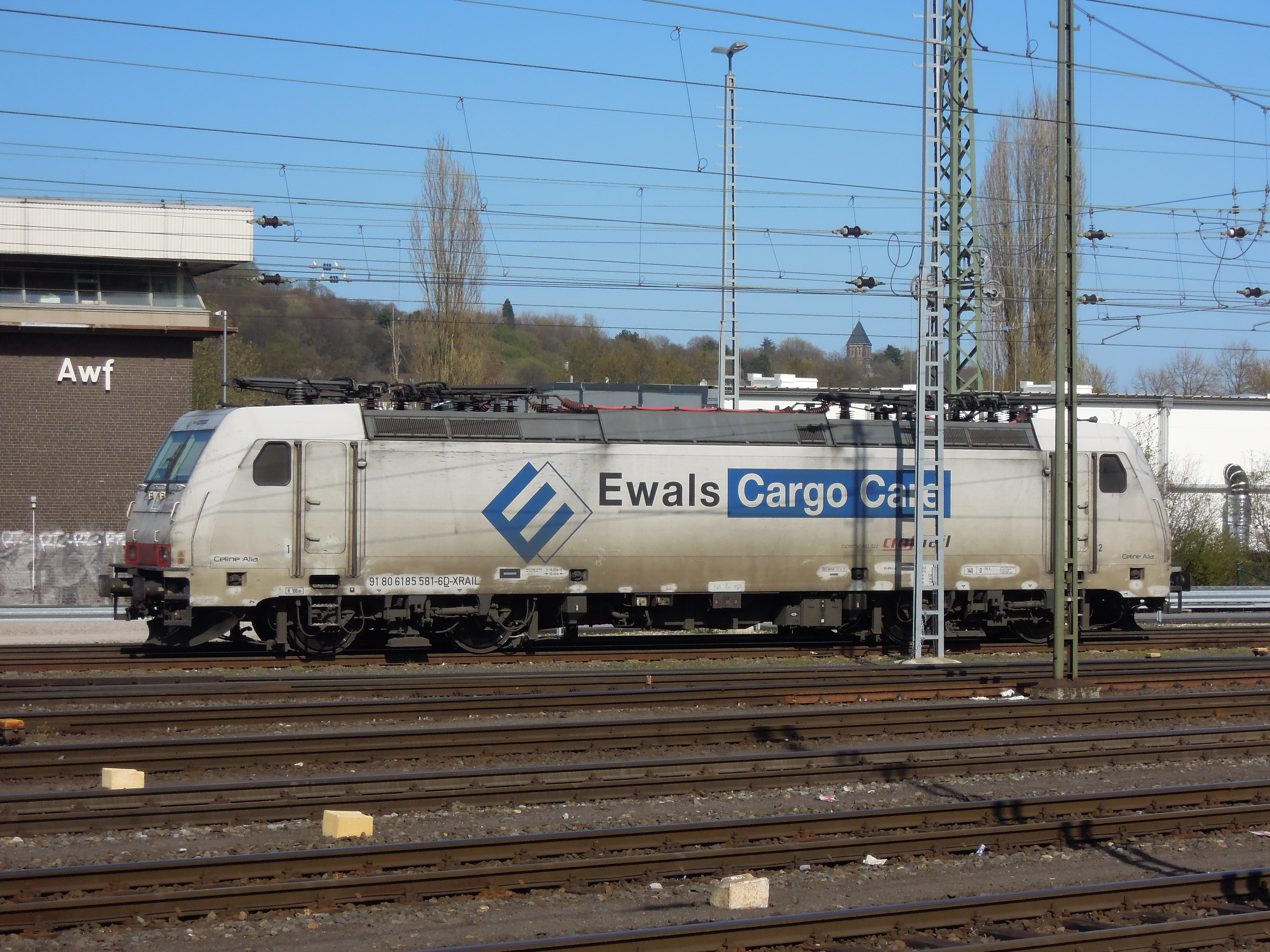
Traxx 2 mit Beklebung für Ewals Cargo Care
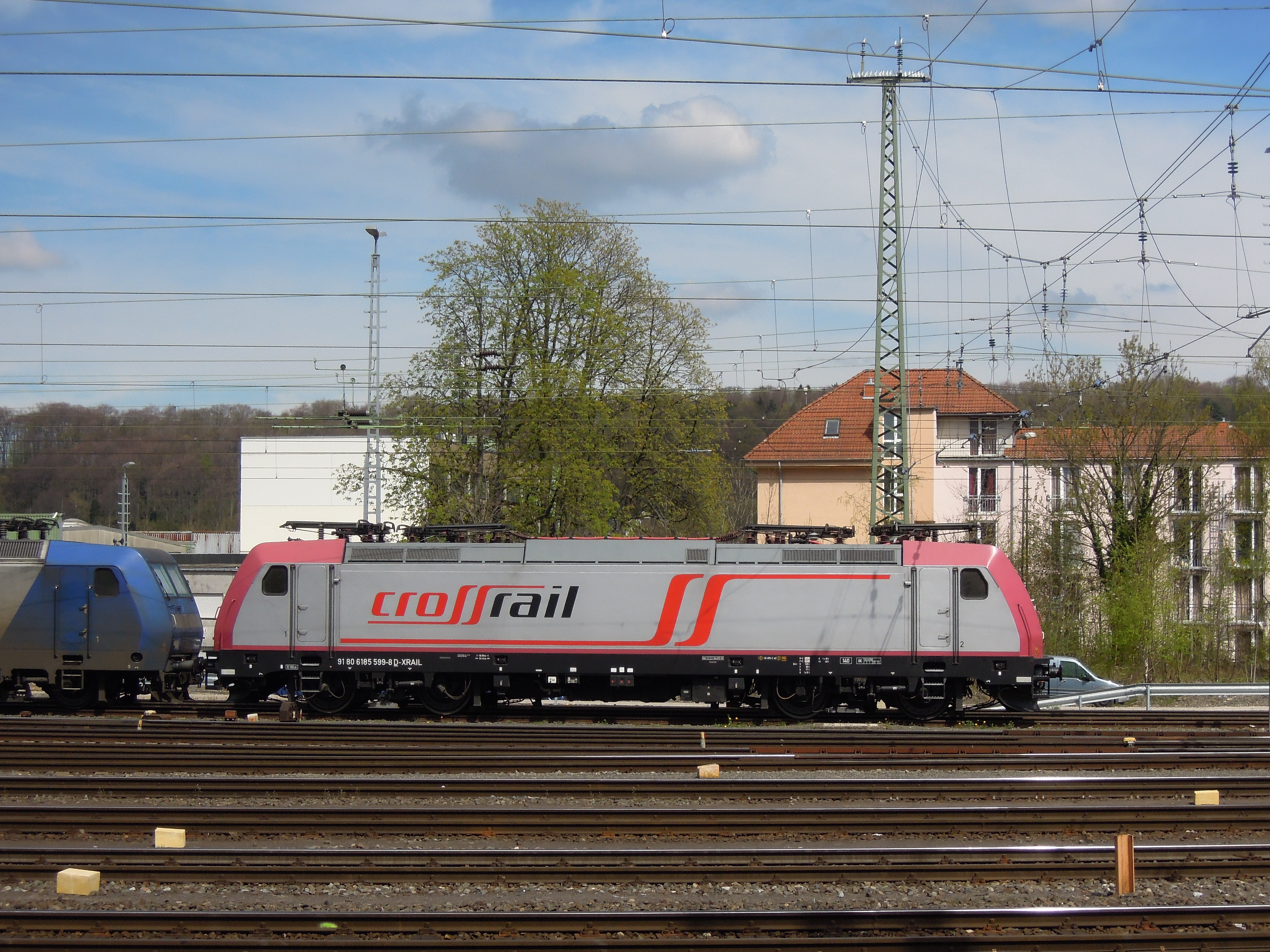
185 599 in alter Crossrail-Lackierung in Aachen West